# X Y & Zee
«X Y & Zee» — третий сингл британской рок-группы Pop Will Eat Itself, из их студийного альбома Cure for Sanity. «X Y & Zee» дебютировал на 15-й строчке UK Singles Chart и продержался на этой позиции 4 недели. Кроме того, «X Y & Zee» был зарегистрирован на 11 месте в американском чарте Hot Modern Rock Tracks, тем самым став вторым и последним синглом Pop Will Eat Itself, вошедшим в хит-парад США.

## Список композиций

### CD/винил/кассета
| №  | Название                              | Длительность |
| -- | ------------------------------------- | ------------ |
| 1. | «X Y & Zee (Electric Sunshine Style)» | 4:10         |
| 2. | «X Y & Zee (Intergalactic Mix)»       | 6:09         |
| 3. | «X Y & Zee (Sensory Amplification)»   | 7:17         |

## Позиции в чартах
| Чарт (1988)            | Высшая позиция |
| ---------------------- | -------------- |
| UK Singles Chart       | 15             |
| Hot Modern Rock Tracks | 11             |

## Участники записи
- Грээм Крээб — вокал
- Клинт Мэнселл — вокал
- Адам Моул — гитара
- Ричард Марч — гитара
- Гэрри Хьюз — синтезатор
- Адам Уилсон — мастеринг
- Марк «Флад» Эллис — продюсирование
- Джеймс Уоделл — продюсер ремиксов
- The Designers Republic — дизайн